# U.S. Route 287
L'U.S. Route 287 è una highway (strada a carattere nazionale) statunitense. Fu aperta nel 1935. Collega Choteau (Montana) a Port Arthur (Texas) attraverso gli stati Texas, Oklahoma, Colorado, Wyoming e Montana. La distanza complessiva è di 2882 km (1 791 miglia).